# Dendronephthya elegans
Dendronephthya elegans är en korallart som beskrevs av Harrison 1908. Dendronephthya elegans ingår i släktet Dendronephthya och familjen Nephtheidae. Inga underarter finns listade i Catalogue of Life.